# Davor Grčić
Davor Grčić (Spalato, 1º maggio 1930 – Spalato, 12 settembre 2012) è stato un calciatore jugoslavo, di ruolo difensore.

## Biografia
Nato a Spalato, fu compagno di squadra nell'Hajduk Spalato assieme a suo fratello maggiore Lenko.

## Carriera
Debuttò nell'Hajduk Spalato il 27 aprile 1952 partendo dal primo minuto nel match casalingo di campionato vinto 4-0 contro il Sarajevo. Con i  Majstori s Mora militò fino al 1961 vincendo due titoli nazionali (1952 e 1954-1955).

## Palmarès

### Giocatore

#### Competizioni nazionali
- Campionato jugoslavo: 2

Hajduk Spalato: 1952, 1954-1955